# 畑下温泉
畑下温泉（はたおりおんせん）は、栃木県那須塩原市（旧国下野国）にある塩原温泉郷の一つの温泉。箒川が南に大きく蛇行し、半島状になっている左岸の河畔に温泉街が広がる。

## 泉質
- 塩化物泉・単純温泉[2]
  - 源泉温度 : 52 - 76℃

### 効能
- きりきず・やけど・慢性皮膚病・虚弱児童・慢性婦人病

※注 : 効能はその効果を万人に保証するものではない　

## 温泉街
塩原温泉旅館組合加盟の旅館が4軒、ほか数軒の温泉宿がある。温泉旅館の一つは尾崎紅葉の小説『金色夜叉』の舞台となったため、尾崎紅葉の遺族に了解を取り、清琴楼に改称した。。塩原街道を挟んだ向かいには、那須塩原市指定有形文化財の畑下温泉神社がある。
　

## 歴史
1659年（万治2年）、震災の被害を受けた塩原元湯温泉から一部の住民が移り住んだ。温泉の名は、この地を治めていた君島信濃守の旗下が居住していたことに由来する。明治時代には、『塩渓紀勝』を著し塩原温泉の名を広く知らしめ塩原温泉三恩人の一人に挙げられる奥蘭田が畑下に別荘を構えた。温泉街の小道はかつての塩原街道で、1884年（明治17年）に新道に付け替えられた。
　

## 交通
- 鉄道 : JR宇都宮線西那須野駅よりJRバス約40分、「塩原畑下」下車。（東北新幹線那須塩原駅からは約62分）
  - 野岩鉄道上三依塩原温泉口駅からゆ～バスで約25分、「塩原畑下」下車。
- 車 : 東北自動車道西那須野塩原ICより国道400号へ約20分。